# القهبه
القهبه یک منطقهٔ مسکونی در عربستان سعودی است که در استان عسیر واقع شده‌است.

## خصوصیات
القهبه ۵۰۰ نفر جمعیت دارد و ۴۲۱ متر بالاتر از سطح دریا واقع شده‌است.